# Wysyp żywych trupów
Wysyp żywych trupów (oryg. Shaun of the Dead) – brytyjsko-francuski film fabularny z 2004 roku
Parodia filmów, których tematyką jest polowanie zombie na ludzi. 9 kwietnia 2004 roku odbyła się światowa premiera filmu, który niespełna sześć miesięcy później, 24 września, pojawił się na ekranach amerykańskich kin i zdobył ogromną popularność na całym świecie. Wysyp żywych trupów znalazł się na szczycie listy 25. najlepszych horrorów według magazynu Time.

## Fabuła
Shaun nie radzi sobie w życiu, wkrótce zostawia go dziewczyna. Gdy okazuje się, że w mieście pojawiają się zombie, postanawia udowodnić wszystkim, że potrafi się zmienić. 

## Obsada
- Simon Pegg – Shaun
- Kate Ashfield – Liz
- Nick Frost – Ed
- Lucy Davis – Dianne
- Dylan Moran – David
- Penelope Wilton – Barbara
- Bill Nighy – Phillip
- Peter Serafinowicz – Pete
- Jessica Stevenson – Yvonne